# César Miró
César Alfredo Miró-Quesada Bahamonde (Lima, 7 de junio de 1907-Lima, 8 de noviembre de 1999), conocido simplemente como César Miró, fue un escritor y compositor peruano. Escribió novela, cuento, teatro, ensayo y poesía. Fue conocido por sus obras «Todos vuelven» y «Malabrigo», además de director de Radio Nacional.

## Biografía
César Miró-Quesada nació el 7 de junio de 1907 en el distrito de Miraflores, en Lima. Sus padres fueron Alfredo Miró-Quesada Carassa y Rosa Mercedes Bahamonde Polo. A pesar de ser miembro de la familia Miró Quesada, por cuestiones personales solo utilizó el apellido Miró, a diferencia de su hermano, el exministro Fernando Miró Quesada Bahamonde.
Hizo sus estudios escolares en los colegios San Agustín y La Inmaculada de los jesuitas. Solía escaparse de clases del colegio jesuita para ir a la Biblioteca Nacional y sumergirse entre sus libros. A los 15 años de edad publicó el periódico escolar "Relámpago" y poco tiempo después publica sus primeros poemas en la revista Amauta. Fue amigo de José Carlos Mariátegui. 
En mayo de 1927 fue detenido junto a Jorge Basadre acusados de urdir un complot contra el presidente Augusto B. Leguía. Fue llevado preso a la isla San Lorenzo, pasaría su cumpleaños y luego de un mes es deportado, al igual que Basadre, a Montevideo. Basadre contaría después que dicho complot nunca existió. En París, en 1929, conoció e hizo amistad con César Vallejo. 
En 1932, con Calonge y Castillo, forman el trío Sudamericano que después de una gira por Chile se desintegra. En 1936 escribe el vals "Se va la Paloma" que con música de Filomeno Ormeño rinde homenaje a la tradicional Procesión de la Virgen del Carmen de los Barrios Altos de Lima.
En Los Ángeles, Estados Unidos, recibió el ofrecimiento para filmar una película describiendo el sentimiento de los latinoamericanos que viven en EE. UU. por retornar a la tierra natal. La película se llamaría Gitanos en Hollywood y César Miró estaba a cargo de elaborar el guion, pero cuando ya había empezado a elaborarlo el empresario que iba a financiar la película se desanimó de llevarla a cabo. Para ese entonces, César Miró compone la letra y la música de una canción para la película aquella: «Todos vuelven». Al regresar a Lima en 1943, Jesús Vásquez estrenó la canción.
El tondero «Malabrigo» correría una suerte similar a la de "Todos Vuelven". Cuando con José María Arguedas querían filmar una película que retrate la vida de los pescadores, buscando un puerto adecuado llegaron al puerto de Malabrigo. Esta película tampoco pudo filmarse, la canción al puerto ya estaba compuesta y con música de Alcides Carreño se haría popular.
Julio Villanueva del diario El Comercio del 7 de junio de 1997, lo entrevistó con motivo de cumplir 90 años de edad. Allí señaló que las malas lenguas decían que se había recortado el apellido como un acto de rebeldía contra su familia propietaria del diario, lo cual no era cierto. En Estados Unidos solían llamarlo "Míster Quesada" por lo cual cansado de esta situación se hizo llamar solamente César Miró y así firmaría sus artículos en El Comercio.
En México solía cantar "Todos Vuelven" con amigos peruanos que terminaban llorando. No se explicaba como pudo tocar el sentimiento de nostalgia por la tierra lejana, sobre todo del Perú, sin proponérselo.
La versiones más populares de Todos vuelven fueron las de Jesús Vásquez y Los Chalanes del Perú en los cuarenta y la de Los Morochucos en los sesenta. Rubén Blades hizo también un arreglo de ritmo salsa para "Todos Vuelven" que no fue de su agrado porque consideraba una pérdida del sentido poético. Blades, en visita en Lima, le dijo que lo disculpara por haberle hecho algunos cambios a la letra y el ritmo, César Miró le dijo que no se preocupara que ya después el pueblo cambiaría lo que Blades había hecho.
El pianista y compositor peruano Alfonso de Silva le dedicó a Miró su último poema antes de fallecer en 1937: "Me perdono a mí mismo el haber sido solo un intento de Eternidad... Tú eres casi tan bueno como el intento mío de haber sido" (tomado de la revista Caretas, 19 de diciembre de 2002). 
Fue recopilador y prologuista de la primera edición de las Poesías Completas (1918-1938) de César Vallejo, publicada por la Edición Losada -en su colección Poetas de España y América- de Buenos Aires, en mayo de 1949 (la segunda edición se editó en junio de 1953 a pesar de las objeciones de la viuda de Vallejo, Georgette de Vallejo). 
Gran comunicador, trabajó en periódicos, radio y televisión demostrando su gran calidad, llegando a ser Director de Radio Nacional del Perú.
Además, fue hincha del Club Alianza Lima
Fue Presidente Vitalicio de la APDAYC, miembro de la Academia Peruana de la Lengua y de la Sociedad Bolivariana. También fue embajador del Perú en la Unesco. 
Falleció el 8 de noviembre de 1999, a las 6 p. m., contando con 92 años de edad. Su velorio fue en privado, por lo que tal vez muchos no pudieron despedirse de él.

## Premios y reconocimientos
- Premio Nacional de Cultura[5]

## Obras

### Canciones
- «Todos vuelven»
- «Se va la paloma»
- «Malabrigo»

### Libros
- Canto a los arados y a las hélices (1931)
- La Masacre de los Coroneles
- Cielo y Tierra de Santa Rosa
- La Mariscala
- Los íntimos de La Victoria (1958)
- Ricardo Palma, El patriarca de las tradiciones (1953)
- El Patriarca de las Tradiciones
- La ciudad del río hablador
- Mariátegui, el tiempo y los hombres
- Alto Sueño (1951)
- Fedra Entre Los Vascos (1962)
- El tiempo de la tarántula